# Ярость гризли
«Ярость гризли» англ. Grizzly Rage — канадский фильм ужасов 2007 года производства студии RHI Entertainment. Режиссёр Дэвид ДеКото́.

## Сюжет
Четверо подростков проникают на автомобиле в заповедную часть национального парка с целью отпраздновать окончание школы и развлечься. Неожиданно под колеса их автомобиля выскакивает медвежонок гризли. Гибель медвежонка производит на друзей не очень приятное впечатление, однако они не придают этому должного значения, не осознавая, что у погибшего медвежонка осталась мать, которая идёт по пятам незадачливых тинейджеров и не собирается оставлять их в живых.

## История создания
Большую часть двухмиллионного бюджета канадский режиссёр Дэвид ДеКото истратил исключительно на натуралистичные съёмки, заказ двух медведей и услуги дрессировщиков. Основу всего фильма составляют несколько эпизодов: сцены расстрела медведицы и первого нападения самца, перехода главных героев через лесную чащу, и заключительная часть, более кровавая по содержанию, нежели все остальные. По мнению критиков и экспертов канадских сайтов — образы персонажей продуманы весьма неплохо, хотя большая часть фильма сосредоточена исключительно на медведе-гризли, с упорством и настойчивостью машины-убийцы преследующего главных героев.
Особенностью фильма, его изюминкой, по мнению некоторых кинокритиков, является полное отсутствие компьютерных и спецэффектов и сосредоточение развития сюжета на игре актёров, что было весьма популярно ещё в 1970-е годы.

## В ролях
- Тайлер Хэклин
- Грэхам Козакоски
- Броди Хармс
- Кейт Тодд

## Отзывы и оценки
Рецензенты по большей части подвергли фильм резкой критике. Историк кино Пол Мэвис назвал фильм «трогательной недокормленной попыткой», посчитав, что в фильме имеют место плохой сюжет, плохая игра актёров, плохая режиссура и плохие спецэффекты. По сравнению с «Гризли», натуралистическим фильмом ужасов 1976 года, и «Человеком-гризли», документальным фильмом 2005 года, рассказывающим о жизни и смерти энтузиаста-любителя по изучению медведей Тимоти Трэдуэлла, критик нашёл этот фильм весьма некачественным. Мэвис утверждал, что этот фильм ужасов не стоит показывать никому, так как он получился «разорванным, изрезанным на кубики, разжёванным и растоптанным» медведем. Он также сильно критиковал фильм за полное отсутствие сцен, где медведь находился бы в том же фрейме, что и какой-либо из актёров, задаваясь вопросом, боялись ли актёры и/или дрессировщики, что может случиться что-то плохое. В целом он рекомендовал не смотреть фильм. Кинокритик Дэвид Уокер согласился с этим мнением. Как и Мэвис, Уокер сравнивал фильм с «Гризли» 1976 года и нашёл его очень некачественным. Он также посчитал, что сюжет был плохо продуман и сочетался с плохо написанным сценарием и неинтересными персонажами.
Джефф Свиндолл с сайта Monster and Critics.com отразил многое из озвученных другими мыслей в своей рецензии на фильм. Он ненавидел персонажей в течение первых пяти минут фильма и, по его словам, желал, чтобы в фильме показывали по большей части просто медведя, гуляющего по лесу, а не персонажей, говорящих друг с другом между его нападениями. Мэтт Гэмбл из UGO Entertainment порадовался обложке фильма, но был быстро разочарован «безвкусными диалогами» между персонажами и их постоянной манерой называть друг друга «чувак». Персонажи, на полном серьёзе спрашивающие, что медведь может делать в канадской глуши, где медведи многочисленны, позабавили его, хотя он отметил, что такая реакция на эту сцену, вероятно, не планировалась авторами фильма. Итоговый рейтинг фильма в его рецензии был обозначен как «F». Дэвид Джонсон из DVD Verdict также задался вопросом, почему зритель никогда не видит медведя и актёров на экране в одном кадре. Он высмеял сцены, в которых медведь делает мощное движение лапой, а сцена затем урезается, показывая только персонажа, летящего по воздуху: «Я не знаю, как медведь овладел искусством джиу-джитсу в дикой природе, но это становится удобным, когда четверо подростков нюхают твоего детёныша и нуждаются в здоровой дозе возмездия». Он также выразил удивление в связи с отсутствием искусственной крови или какого-либо реквизита, которые, по его мнению, должны были бы использоваться во время нападений медведя, а не «смешные брызги крови, сделанной с помощью компьютерной графики, бросаемые на экран». Некоторые критики отметили, что фильм представляет две потенциально интересные сюжетные линии, которые не закончились ничем, поскольку в фильме и не предполагалось какого-либо их развития, и все они сошлись во мнении, что фильм имеет превосходное качество изображения.
Тим Андерсон, рецензент с сайта Bloody-Disgusting.com, не согласен с большинством критиков по некоторым моментам. Он посчитал, что фильм получился «дрянной», но «очень смотрибельный». Он высоко оценил операторскую работу ДеКокто и расценил игру четырёх актёров как «пригодную к эксплуатации». Он также высоко оценил использование для съёмок настоящего медведя. Как и другие рецензенты, он был разочарован отсутствием медведя в одних и тех же сценах с актёрами, но отметил, что использование хотя бы костюма медведя в таких сценах было сделано хорошо. В целом он отметил, что «смешной является сама природа серии фильмов о животных-людоедах. Итак, я не виню их за следование примеру такой продукции…» и закончил обзор мыслью, что «Ярость гризли» является «довольно глупым, но удовлетворительным немного пугающим фильмом» и оценил его в семь баллов из десяти.